# The Wave
The Wave位於香港觀塘興業街4號的商場及寫字樓項目，樓高12層。
樓宇原本為長江電子大廈，2009年被鄧成波以近1.8億港元購入。其後，鄧成波替長江電子大廈成功申請活化工廈計劃。2016年，長江電子大廈完成活化，並易名為The Wave。The Wave地下設有停車場及餐廳，二至六樓則為商場，其餘樓層用作商務中心。

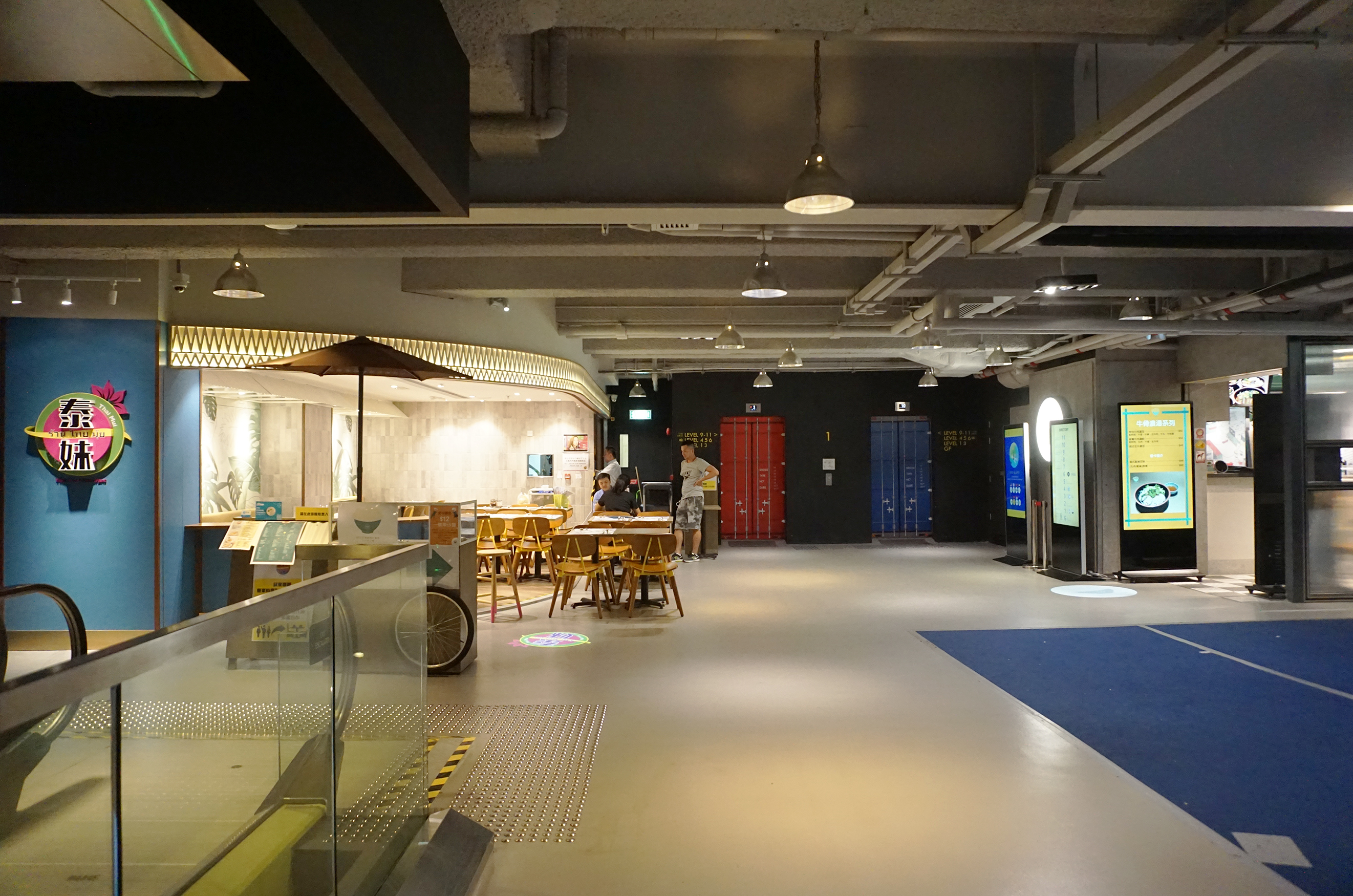
1樓食肆